# Alfeo Mizzau
Alfeo Mizzau (ur. 20 marca 1926 w Beano w gminie Codroipo, zm. 14 października 2008 tamże) – włoski polityk, samorządowiec i ekonomista, poseł do Parlamentu Europejskiego II kadencji.

## Życiorys
Urodził się jako trzecie z siedmiorga dzieci w ubogiej rodzinie Giovanni Battisty i Elsy Urban. Ukończył studia z ekonomii i handlu na Uniwersytecie Ca’ Foscari. Następnie przez wiele lat pracował jako doradca podatkowy i nauczyciel, kierował też sklepami kooperatywy winnej. W latach 1980–1994 kierował Società filologica friulana, zajmującym się głównie promocją lokalnej kultury i języka. Pisał także w poruszającym tę tematykę czasopiśmie „La Panarie”.
W 1945 wstąpił do Chrześcijańskiej Demokracji. W latach 1952–1970 zasiadał w radzie gminy Codroipo, zaś od 1964 do 1984 należał do rady regionu Friuli-Wenecja Julijska. Znalazł się też we władzach regionu jako asesor odpowiedzialny za środowisko i kulturę, a potem za rolnictwo. W 1984 uzyskał mandat posła do Parlamentu Europejskiego II kadencji. Przystąpił go grupy Europejskiej Partii Ludowej, zasiadł m.in. w Komisji Budżetowej, Delegacji ds. stosunków z Austrią oraz Delegacji ds. stosunków z państwami Zatoki Perskiej.
Był żonaty, miał czworo dzieci. W 1998 przeszedł udar. Zmarł 14 października 2008 po długiej chorobie.